# تپه مرادآباد ۲
تپه مراد آباد ۲ مربوط به دوره سلجوقیان است و در شهرستان کنگاور، بخش مرکزی، روستای علی‌آباد واقع شده و این اثر در تاریخ ۳۰ تیر ۱۳۸۴ با شمارهٔ ثبت ۱۲۱۶۴ به‌عنوان یکی از آثار ملی ایران به ثبت رسیده است.